# Дебре, Мишель
Мише́ль Жан-Пьер Дебре́ (фр. Michel Jean-Pierre Debré; 15 января 1912, Париж, Третья республика — 2 августа 1996, Монлуи-сюр-Луар, деп. Эндр и Луара, Пятая республика) — французский политический деятель, близкий сотрудник Шарля де Голля, первый премьер-министр французской Пятой республики (1959—1962). Член Французской академии (1988). Дебре — один из крупнейших политических деятелей Франции послевоенной эпохи. Именно он воплотил конституционные идеи Шарля де Голля в Конституции 1958 года, которая считается самым успешным конституционным проектом в истории Франции. Его же считают во Франции одним из главных «баронов голлизма», основным голлистским идеологом после, разумеется, самого де Голля.

## Происхождение, образование и молодость
Мишель Дебре родился 15 января 1912 года в Париже в семье врачей из эльзасского раввинского рода Дебре. Его мать Жанна Дебре (1879—1929) ещё до Первой мировой войны работала в больнице, отец Робер Дебре (1882—1978) сделал карьеру детского врача, а в будущем стал известнейшим педиатром и президентом Французской медицинской академии. Его брат  Оливье Дебре стал художником, а двоюродный брат Лоран Шварц — математиком.
По окончании начальных классов Мишель продолжает учёбу в известных лицеях Монтейн и Людовика Великого.
В 16 лет Дебре, получив среднее образование, в отличие от родителей и сестры, выбирает государственное поприще и поступает в Высшую школу политических наук, одновременно слушая лекции на юридическом факультете Парижского университета. В это же время Дебре неустанно читает, закладывая свою интеллектуальную основу.
В 1932 году будущий политик вступает в ряды французских Вооружённых сил, где сильно пристрастился к верховой езде и с тех пор не изменял этому увлечению всю жизнь. Дебре закончил военную службу в звании младшего лейтенанта.
В конце 1934 года Дебре, успешно преодолев экзамены, в 22 года становится членом Государственного Совета — высшей инстанции французской административной юстиции и одновременно коллективного «юрисконсульта» Правительства.
В 1936 году Мишель женится на Анн-Мари Лемарескье, которая родит ему четырёх сыновей: Венсана, Франсуа, Бернара и Жана-Луи. Старший, Венсан, станет преуспевающим бизнесменом, Франсуа — журналистом. Бернар, хотя по специальности врач, и заведует урологическим отделением известного парижского госпиталя Кошен, является депутатом Национального Собрания Франции от Парижа, а Жан-Луи Дебре, будучи Председателем Национального Собрания, назначен президентом Республики Жаком Шираком Председателем Конституционного совета Франции.
В 1938 году Дебре впервые проникает в святая святых французской политики, войдя в кабинет известного парламентария Поля Рейно, назначенного министром финансов.

## В рядах Сопротивления
С началом Второй мировой войны, Дебре оставляет работу чиновника и в звании лейтенанта кавалерии идёт в армию. А уже весной 1940 г., когда германские войска вступили на территорию Франции, Дебре уходит на фронт. В мемуарах он так описывает атмосферу между миром и войной, окружавшую его в те дни, когда его полк остановился на ночевку недалеко от Парижа:

«Я и сейчас помню об этом привале в лесу в долине Сены. Прекрасная июньская ночь. Орудия утихли. Я засыпал. Тишина и мягкость буквально пронизывали воздух. А когда я проснулся, та же самая тишина возвестила мне, что идёт война. Отблески зари осветили небо, горизонт раскраснелся от первых лучей ещё невидимого солнца. Ни одна птица не запела, ни одно животное не зашевелилось в зарослях лесной чащи: ощущение пустоты, страха природы перед надвигающейся смертью».

После окончания военных действий на территории Франции и роспуска её армии согласно перемирию, заключённому Петеном с фашистской Германией, Дебре демобилизован. В конце 1940 — начале 1941 года он находится в Лионе и преподает политические дисциплины. Потом он решает войти в административные структуры, образованные правительством Виши. Дебре становится помощником Эмануэля Моника, назначенного генеральным секретарем французской резиденции в её колонии Марокко, и уезжает с ним туда весной 1941 года. Моник полагал, что очень важным было бы вовлечение в войну Соединённых Штатов. Он думал, что, вступи в войну США, они постоят и за французские интересы. Дебре под его влиянием также разделяет подобные взгляды. Однако жизнь скоро развеяла эти иллюзии в пух и прах, а Моник летом того же года был отозван со своего поста.
Но именно здесь, в Марокко, Дебре понимает, что только Шарль де Голль будет по-настоящему бороться с врагом за освобождение Франции. Тогда он вступает в ряды французского Сопротивления, но решает не эмигрировать в Англию, где обосновался генерал де Голль, а во Францию, чтобы внести свой вклад в освобождение земли предков от иноземного порабощения. Маскируясь, он получает от вишистского правительства административный пост и одновременно приступает к подпольной деятельности.
Он становится сначала рядовым членом, а затем одним из руководителей организации «Сторонники Сопротивления», основным видом деятельность которой было издание нелегальной литературы и сбор разведывательных данных, а в будущем — совершение актов саботажа, диверсий и разрушения вражеских коммуникаций.
Организация «Сторонники Сопротивления», с которой сотрудничал Дебре, одна из первых связалась с Жаном Муленом, которому де Голль получил объединение повстанческих в группировок в единое целое. Так Дебре стал «голлистом первого часа» — так во Франции именуют тех, кто присоединился к Шарлю де Голлю ещё во времена войны.
Во второй половине 1943 года, по поручению генерала де Голля, Дебре составляет список комиссаров Республики, которые, по освобождении метрополии, должны прийти на смену людям Виши. А в августе 1944 года он сам становится комиссаром Республики в Анже.

## Послевоенный период
- В 1945 году, де Голль, уже Глава Временного Правительства, поручает Дебре реформу государственной службы. Самым важным результатом деятельности Дебре стало основание Национальной школы администрации (ЭНА), призванной готовить высшие государственные кадры Республики. Очень быстро школа стала играть роль кузницы французского правящего класса. Достаточно напомнить, что выпускниками ЭНА были такие известные политические деятели, как Лоран Фабиус, Мишель Рокар, Эдуар Балладюр, Валери Жискар д’Эстен, Жак Ширак.
- В годы Четвёртой республики Дебре вступает в созданное де Голлем Объединение французского народа, где принимает участие в разработке доктрины голлизма в комитете исследований.
- С 1948 года — сенатор от департамента Индр и Луара.
- С 1953 года, по личной просьбе де Голля, уже отошедшего от политической деятельности, возглавил в Сенате депутатскую группу Союз республиканского и социального действия (с 1955 года — Национальный центр социальных республиканцев), который стал продолжателем РПФ.
- В 1957 году, когда становится очевидно, что алжирский «тупик» ведёт не к победе, но к полномасштабному кризису, который может, как буря, смести Францию, Дебре со страниц издававшейся им газеты «Courrier de la colère» («Хроника гнева») призывает к созданию «правительства общественного спасения» во главе с Генералом, а также требует всеми силами удержать «французский Алжир». В номере от 2 декабря 1957 года он пишет: «Так пусть же алжирцы знают, что отказ от французского суверенитета в Алжире является не легитимным; те, кто согласились бы с этим, тем самым поставили себя вне закона, но те, кто этому воспротивится, невзирая на используемые средства, использует право на самооборону». Этот ясный призыв к восстанию в последующем привел социалиста Алена Савари к мнению, что «в деле ОАС не военные являются виновными: виновник один — это Дебре».

## Премьер-министр
В 1958 году Дебре становится министром юстиции в кабинете генерала де Голля и играет важную роль в составлении Конституции Пятой Республики, поскольку именно он переложил на бумагу конституционные тезисы, высказанные де Голлем в речи в Байе. Впрочем, Дебре, знаток конституционного права и поклонник британских парламентских традиций, вводит пост Премьер-министра и «рационализированный» парламентаризм, который призван обеспечить правительственную стабильность, даже если члены законодательной власти не согласны с политикой кабинета министров. Сразу после утверждения референдумом проекта Конституции, Дебре принялся за реформу системы французского правосудия.
Когда Конституция была одобрена референдумом 28 сентября 1958 года, Президент Республики, Шарль де Голль, назначил 9 января 1959 года Дебре на второй пост в Республике — Премьер-министра. Назначив Дебре, де Голль прямо сказал ему: «Я не собираюсь вдаваться в детали правительственной деятельности. Я ограничусь тем, что определю основные направления». И действительно, с основания Пятой Республики в исключительном ведении главы государства как национального вождя, его «резервированная сфера» (Жак Шабан-Дельмас) деятельности были дипломатия, Алжир и оборонная политика; заботы же о «французском доме и очаге» возлагалась на Премьер-министра и правительство.
И если де Голль взялся за восстановление «национального величия Франции» на международной арене, то задача Дебре заключалась в том, чтобы этой высокой планке соответствовала французская внутренняя политика. В первую очередь правительство Дебре взялось за улучшение экономического положения страны. Помимо девальвации франка, кабинет Дебре разрабатывает систему мер, обеспечивающих государственное регулирование экономики и уже в феврале 1959 года принимает план модернизации и оснащения. В нём была поставлена задача развивать преимущественно те отрасли промышленности, которые наиболее успешно способствуют улучшению платёжного баланса. Большое внимание уделялось повышению конкурентоспособности французской экономики. Правительство заботилось и о процветании сельского хозяйства. В 1960 году был принят о предоставлении крупным хозяйствам государственных субсидий.
Такая политика стала сразу же приносить плюсы. Так, значительно сократился торговый дефицит страны, полностью исчез дефицит платёжного баланса для зоны французского франка и, наконец, впервые за многие годы сократился дефицит государственного бюджета. А в 1959 году Правительство проводит в жизнь утверждённую Парламентом налоговую реформу, целью которой было упростить сложную и громоздкую систему налогообложения, в частности объединить прогрессивный и пропорциональный налоги в единый подоходный с каждого налогоплательщика. Социальная политика кабинета была направлена на повышение жизненного уровня французов. В течение трёх лет несколько раз повышалась минимальная заработная плата.
Дебре, что называется, от зари до зари трудился на благо отчизны, контролируя работу каждого министра и исполнения ими его указаний, всегда находясь в курсе даже мельчайших проблем. Каждую среду Совет министров собирался в Елисейском Дворце под председательством Президента Республики; причём глава государства усаживался не в торце обеденного стола овальной формы, а в его центре, лицом к лицу перед Премьером.
По всем вопросам политики Франции Президент и Премьер не имели разногласий, кроме одной, но самой опасной, кровоточащей раны на теле Франции — алжирского конфликта. И если де Голль плавными шагами вёл дело к тому, чтобы дать независимость Алжиру при условии сохранения «преимущественных» связей с Францией, то Дебре, наоборот, выступает категорически против. Несколько раз он пытался объясниться с де Голлем по этому поводу, даже переубедить его. Президент уходил от подобных разговоров. Не один раз Дебре вручал Генералу заявление об отставке. Де Голль её не принимает. Но после того, как были подписаны Эвианские соглашения, по условиям которых Франция уходила из Алжира. Тогда Дебре, уже по просьбе Де Голля, подает в отставку, превращаясь из второго лица государства в рядового гражданина Республики.

## Реюньонец
В ноябре 1962 года, по случаю выборов в Национальное Собрание, последовавших за роспуском его предыдущего созыва, он пытается избираться депутатом в департаменте Эндр и Луара, но терпит неудачу. А уже весной того же года Дебре «снимается с якоря» и отправляется на … остров Реюньон, чтобы вступить в борьбу за освободившееся кресло депутата. Этот удивительный выбор объясняется его страхом видеть то, что останется от французской колониальной империи, если следовать путём, заимствованным у Алжира, то есть независимости, на котором этот процесс не остановится.
Чтобы оправдать разделение острова на департаменты, неожиданно введённые в 1946 году, и предохранить его жителей от желания выступать за независимость, он осуществляет политику развития, направленную на управление рождаемости и нищеты, которую она порождает, в чём наблюдатели узнавали влияние, унаследованное от его отца Робера на социальные вопросы. Он настаивает на открытии первого на острове центра семейного развития. Он приступает к созданию многочисленных школьных столовых, где он настаивает на раздаче бесплатного сухого молока, т. н. «молока Дебре». Он лично борется, чтобы добиться от Парижа открытия второго лицея на юге острова, в Буфере: до того существовал лишь один лицей в Сен-Дени, на несколько сотен тысяч жителей. Он развивает также адоптируемую военную службу, созданную Пьером Мессмером. Полагая, что демография острова — угроза его развития, он организует многочисленные программы по переселению жителей Реюньона в метрополию.

## Возвращение на национальную сцену
В 1966 году Дебре, по личному предложению генерала де Голля, вновь переходит на работу в Правительство, на этот раз на пост министра экономики и финансов, где разрабатывает меры по борьбе с инфляций, стабилизации франка и делает все от него зависящее, чтобы обеспечить французской экономике новый подъём. С 1968 года по весну 1969, до отставки генерала де Голля, Дебре возглавлял министерство иностранных дел. 30 мая 1968 возглавлял массовую демонстрацию голлистов, переломившую ход событий «Красного мая».
Свою деятельность руководителя французской дипломатии он охарактеризовал следующим образом: «Отношения с двумя супердержавами, Соединёнными Штатами и Советским Союзом; сотрудничество с Германией и организация единой Европы, что означало в тот момент расширение Сообщества, включение в него Великобритании; Израиль, Ближний Восток и Средиземноморье; наконец, Чёрная Африка, а также Дальний Восток, где ещё шла война во Вьетнаме».
После избрания Жоржа Помпиду Президентом Республики в июне 1969 года, Дебре получает портфель министра национальной обороны в кабинете Жака Шабан-Дельмаса. После кончины генерала де Голля 9 ноября 1970 года, Дебре видит своё предназначение в том, чтобы продолжить дело «человека 18 июня» — способствовать тому, чтобы идеи первого Президента новой Франции лежали в основе её внутренней и внешней политике. Он постоянно говорит о важности сохранения голлистских принципов на заседаниях Совета Республики. Но время вносит свои коррективы, и Помпиду отходит от курса де Голля на верховенство национальных интересов Франции. Тогда Дебре в 1973 году подает в отставку и возобновляет мандат депутата Национального Собрания Республики.
В 1981 году Дебре баллотируется на пост Президента Республики, но набирает на выборах лишь 1,6 % голосов. Объясняя своё решение — ведь всем было доподлинно известно, что фаворитами президентских выборов будут Валери Жискар Д’Эстен и Франсуа Миттеран, а от голлистов — Жак Ширак — Дебре говорил: «Я хотел продолжить дело де Голля». Ещё позднее он уточнил: «Я хотел бы спасти хотя бы главное».

## Ордена и медали
- Командор Почётного легиона
- Крест за военные заслуги 1939 −1945
- Медаль Сопротивления с розеткой
- Медаль добровольной службы в Свободной Франции

## Политическая карьера

### Выборные мандаты
- Член Совета Республики от департамента Эндр и Луара в 1948—1958 гг.
- Депутат Национального Собрания с 1963 по 1988 гг. (с перерывом в 1966—1973 гг)
- Член Генерального Совета департамента Эндр и Луара в 1951—1970 гг.
- Член Муниципального Совета Амбуаза в 1959—1966 гг.
- Депутат от Реюньона в 1963—1988 гг.
- Мэр Амбуаза в 1966—1989 гг.
- Член Генерального Совета департамента Эндр и Луара в 1976—1992 гг.
- Депутат Европейского Парламента в 1979—1980 гг.

### Правительственные посты
- Министр юстиции, Хранитель печати в 1958—1959 гг.
- Премьер-министр в 1959—1962 гг.
- Министр экономики и финансов с 8 января 1966 года по 1968 г.
- Министр иностранных дел в 1968—1969 гг.
- Министр национальной обороны в 1969—1973 гг.

## Правительство Дебре: 8 января 1959 — 15 апреля 1962
- Мишель Дебре — Премьер-министр Франции;
- Морис Кув де Мюрвилль — министр иностранных дел;
- Пьер Гийома — министр национальной обороны;
- Жан Бертоен — министр внутренних дел;
- Антуан Пине — министр финансов и экономических дел;
- Жан-Марсель Жаннене — министр торговли и промышленности;
- Поль Бакон — министр труда;
- Эдмон Мишле — министр юстиции;
- Андре Буллош — министр национального образования;
- Раймод Трибуле — министр по делам ветеранов;
- Андре Мальро — министр культуры;
- Роже Уде — министр сельского хозяйства;
- Робер Бюрон — министр общественных работ и транспорта;
- Бернар Шено — министр здравоохранения и народонаселения;
- Бернар Корну-Жентиль — министр почт и телекоммуникаций;
- Роже Фрей — министр информации;
- Пьер Судро — министр строительства;

Изменения
- 27 марта 1959 — Робер Лекур входит в Кабинет министров как министр коопераций.
- 27 мая 1959 — Анри Рошеро наследует Уде как министр сельского хозяйства.
- 28 мая 1959 — Пьер Шатене наследует Бертоену как министр внутренних дел.
- 23 декабря 1959 — Дебре наследует Буллошу как и. о. министра национального образования.
- 13 января 1960 — Уилфрид Баумгартнер наследует Пине как министр финансов и экономических дел.
- 15 января 1960 — Луи Жокс наследует Дебре как министр национального образования
- 5 февраля 1960 — Пьер Мессмер наследует Гийома как министр национальной обороны. Робер Лекур становится министром заморских департаментов и территорий и по делам Сахары. Его предыдущий пост министра коопераций упразднен. Мишель Морисе-Бокановски наследует Корну-Жентилю как министр почт и телекоммуникаций. Луи Террнуа наследует Фрею как министр информации.
- 23 ноября 1960 — Луи Жокс становится министром по делам Алжира. Пьер Гийома наследует Жоксу как и. о. министра национального образования.
- 20 февраля 1961 — Люсьен Пайе наследует Гийома как министр национального образования.
- 6 мая 1961 — Роже Фрей наследует Шатене как министр внутренних дел.
- 18 мая 1961 — Жан Фойе входит в Кабинет как министр коопераций.
- 24 августа 1961 — Бернар Шено наследует Мишле как министр юстиции. Жозеф Фонтане наследует Шено как министр здравоохранения и народонаселения. Эдгар Пизани наследует За Рошеро как министр сельского хозяйства. Луи Жакино наследует Лекуру как министр заморских департаментов и территорий и по делам Сахары. Террнуа прекращает быть министром информации, и пост упразднен.
- 19 января 1962 — Валери Жискар д’Эстен сменил Баумгартнера на посту министра финансов и экономических дел.